# Scot Hollonbeck
Scot Hollonbeck (nacido en 1969) es un atleta estadounidense en sillas de ruedas que compitió a nivel olímpico y paralímpico.

## Carrera
En los Juegos Olímpicos de 1996, ocupó el segundo lugar en el evento de carreras de sillas de ruedas de 1500 m. En los  Juegos Olímpicos de verano de 2000 se colocó sexto en el evento de carreras de sillas de ruedas de 1500 m. En los Juegos Olímpicos de 2004, terminó cuarto en la competición de carreras de sillas de ruedas de 1500 m masculina. En los Juegos Olímpicos de 1992, terminó quinto en el evento de carreras. Compitió en cuatro finales de los Juegos Olímpicos de verano consecutivos, ganando una medalla de plata y los Juegos Paralímpicos de verano de 1992 a 2004, ganando un total de dos medallas de oro y tres de plata.

## Biografía
Hollonbeck se volvió parapléjico a los 14 años después de ser atropellado por una camioneta mientras practicaba ciclismo para nadar. Solo unos días después del accidente, mientras aún estaba en el hospital, vio una carrera de sillas de ruedas en la televisión donde Sharon Hedrick rompió el récord mundial en los 800 metros. Habiendo sido un corredor competitivo, inmediatamente se interesó en el deporte y asistió a un campamento para atletas discapacitados en la Universidad de Illinois el próximo verano.
Mientras asistía a la Rochelle Township High School en Rochelle, Illinois, fue miembro del equipo de atletismo de la escuela. Como estudiante de segundo año, se le permitió competir en una división de sillas de ruedas. Como el único que a menudo corría en series mixtas, las series de ruedas y Corredores se puntuaron por separado. Sin embargo, durante sus últimos dos años de escuela secundaria, la escuela le impidió competir en series mixtas con corredores debido a problemas de seguridad. A pesar de que Scot entrenó todos los días en prácticas mixtas, se lo consideró "inseguro" durante la competencia. En 1987, presentó una demanda contra el sistema escolar. Este fue el primer caso en el país sobre el derecho de los estudiantes discapacitados a competir en sus equipos escolares. A fines de 1988, después de graduarse de la escuela, un juez federal dictaminó que los funcionarios de la escuela habían violado sus derechos civiles, según lo dispuesto en la Ley de Rehabilitación de 1973, al no permitirle argumentar su caso. El juez no dictaminó si los atletas en silla de ruedas de la escuela secundaria deberían poder competir junto o contra sus compañeros sin discapacidad.
Hollonbeck recibió una beca deportiva de la Universidad de Illinois y fue miembro de los equipos de baloncesto y atletismo en silla de ruedas de la institución. Más tarde se mudó a Atlanta, Georgia para trabajar para The Coca-Cola Company en el Departamento Mundial de Deportes. Sigue siendo un experto en políticas deportivas con discapacidad y defensor del acceso a estas. 